# 노키아 N950

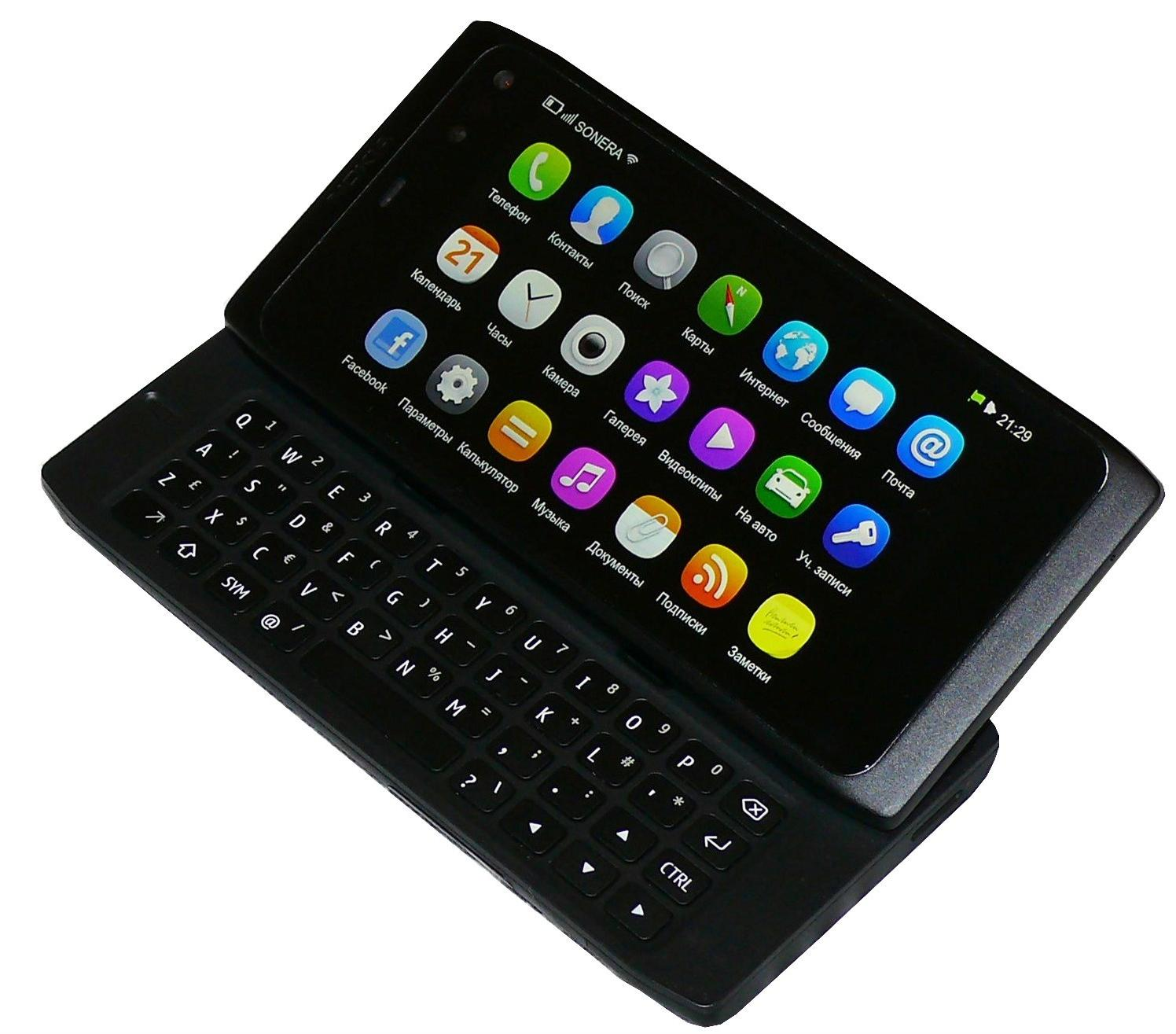
노키아 N950

노키아 N950(Nokia N950)은 리눅스 기반 미고(MeeGo) OS 및 노키아 N9 개발자를 겨냥한 개발자 전용 스마트폰이다. 2011년 7월 내내 약 5,000대가 생산되어 개발자에게 전달되었다. 노키아는 이 장치가 대중에게 판매되지 않았기 때문에 개발자에게 독점적으로 배포했다.
이 전화기는 여러 가지 변형으로 존재한다. 개발자에게 지급된 최종 장치는 1GB 메인 메모리와 16GB eMMC 내부 스토리지를 갖춘 검은색이며, 모델 번호 N9-00(N9-01과 구별)으로 알려진 일부 프로토타입은 512MB 메인 메모리를 갖춘 은색이다. 메모리 및 64GB eMMC. "NOT FOR SALE"이라고 표시되어 있지만 일부는 eBay에서 €2,000 이상에 판매되었다.
이 장치는 NITDroid 커뮤니티로부터 비공식 안드로이드 포트와 NemoMobile 및 파이어폭스 OS 포트를 받았다.